# Salomonöarna i olympiska sommarspelen 1996
Salomonöarna deltog i de olympiska sommarspelen 1996 med en trupp bestående av en deltagare, som inte erövrade någon medalj.

## Friidrott
Herrarnas 3 000 meter hinder
- Primo Higa
  - Heat — fullföljde inte (→ gick inte vidare)